# 1472 Muonio
Az 1472 Muonio (ideiglenes jelöléssel 1938 UQ) a Naprendszer kisbolygóövében található aszteroida. Yrjö Väisälä fedezte fel 1938. október 18-án, Turkuban.